# 古塔-佩列伊馬
51°12′48″N 26°34′59″E / 51.21333°N 26.58306°E
古塔-佩列伊馬（烏克蘭語：Гута-Перейма），是烏克蘭的村落，位於該國西北部羅夫諾州，由薩爾內區負責管轄，始建於1823年，面積0.19平方公里，海拔高度154米，2001年人口140，人口密度每平方公里529.7人。